# Hispasat 74W-1
Hispasat 74W-1 (vormals Amazonas 4A oder Amazonas 4) ist ein kommerzieller Kommunikationssatellit der Hispasat.
Der Satellit wurde am 22. März 2014 mit einer Ariane-5-Trägerrakete vom Raketenstartplatz Centre Spatial Guyanais bei Kourou zusammen mit Astra 5B als Amazonas 4A in eine geostationäre Umlaufbahn gebracht. Nachdem die Bestellung des Schwestersatelliten Amazonas 4B gekündigt wurde, wurde der Satellit auch nur Amazonas 4 genannt.
Im Dezember 2017 wurde er von 61° West nach 74° West verschoben und in Hispasat 74W-1 umbenannt.

## Technische Daten
Der dreiachsenstabilisierte Satellit ist mit 24 Ku-Band-Transpondern und zwei 2,5 × 2,7 m großen Antennen ausgerüstet und soll von der Position 61° West aus den südamerikanischen Kontinent von Venezuela und Kolumbien im Norden bis Chile und Argentinien im Süden mit Kommunikationsdiensten, vor allem Fernsehprogrammen zu versorgen. Er wurde auf Basis des Satellitenbus GeoStar 2.4 der Orbital Sciences Corporation gebaut und besitzt eine geplante Lebensdauer von 15 Jahren. Fünf spanische Firmen haben wichtige Teile zur Satellitennutzlast entwickelt und zugeliefert. Betrieben wird der Satellit von einer argentinischen Tochterfirma der Hispasat-Gruppe.